# 里见纱李奈
里见纱李奈（日语：／ Satomi Sarina，1998年4月9日—），日本女子羽毛球运动员。曾代表日本参加2020年夏季残疾人奥林匹克运动会羽毛球比赛，获得女子WH1级单打和女子WH级双打金牌。